# Campidoglio (Hagåtña)
Il Campidoglio di Hagåtña (in inglese Guam Congress Building) è la sede governativa e legislativa del territorio del Guam, negli Stati Uniti d'America.